# Stephane Kélian Production
Stephane Kélian est une entreprise de fabrication de chaussures, fondée en 1960 à Bourg-de-Péage par les trois frères Kéloglanian. Elle prospère rapidement en forgeant sa notoriété sur ses fameux modèles tressés. Elle avait également un site de production à Romans-sur-Isère, jusqu'à sa reprise en 2007 par le Groupe Royer.

## Premières difficultés
Le développement de la société est rapide : 141 salariés en 1974, 385 en 1985 et 620 en 1990, mais dès 1995, la situation s’est détériorée. 171 salariés sont licenciés et les activités sont  partiellement délocalisées.
Le 20 septembre 2002, la société Kélian et ses filiales SK Retail et Mosquitos qui emploient environ 550 salariés, se déclarent en cessation de paiement. La société est placée en redressement judiciaire le 26 septembre 2002 par le tribunal de commerce de Romans-sur-Isère.
Plus d’un millier de personnes manifestent le 8 novembre 2002 à Bourg-de-Péage et dans la commune voisine de Romans-sur-Isère pour l’emploi et la survie du chausseur de luxe. Les manifestants, parmi lesquels des élus locaux, ont également exprimé la crainte qu’après Kélian, d’autres chausseurs comme Charles Jourdan ou Robert Clergerie qui font fabriquer l’essentiel de leur production à Romans, commune de 33 000 habitants, puissent connaître des difficultés.
Trois candidats se présentent pour la reprise de l’entreprise :
- la société d’investissement Hello, récent repreneur des chaussures Bata (proposition de 325 emplois préservés) ;
- deux cadres de Kélian (356 emplois prévus) ;
- le groupe de luxe Francesco Smalto, qui entend maintenir 387 emplois, a été désigné, en décembre 2002, comme repreneur du chausseur de luxe.

## Démantèlement
Stephane Kélian a été divisé en une dizaine d'entités différentes à la suite de son rachat par Alliance Designers, la holding du Français Alain Duménil, qui contrôlait déjà les costumes Smalto ou Scherrer. La marque « Stephane Kélian », sans doute l'actif ayant le plus de valeur au sein de la filiale de production, a été vendue en avril 2005, à un investisseur belge dont la direction n'a pas révélé le nom.

## Dépôt de bilan
Stephane Kélian dépose le bilan le 11 août 2005 à la suite d'un comité d'entreprise extraordinaire et, le 22 août 2005, l'annonce est faite de la liquidation judiciaire de Stephane Kélian Production. Cette filiale de fabrication emploie 146 personnes dans son usine de Bourg-de-Péage.
«Je leur avais proposé de les aider, à titre bénévole pour relancer la marque, dit Gérard Kéloglanian. Ils m'ont viré.» En 2005, à 62 ans, il est amer : «Cette entreprise pouvait être sauvée il y a deux ans. Il y a un marché pour les belles chaussures. Mais les nouveaux propriétaires ne se sont jamais investis dans le métier. La gestion financière de telles entreprises est vouée à l'échec.».

La Directrice Commerciale avait participé en mai 2005 aux différents débats des réunions de CE, cette dernière avait commencé à mettre en place un Plan global de sauvegarde de l'emploi et dirigé ses efforts sur les coûts de l'entreprise, cela n'aura servi à rien. Alain Duménil avait déjà été convoqué en mai dans le cadre de l'information judiciaire ouverte par le tribunal de Valence, sur les conditions de la liquidation du chausseur de luxe en août 2005.
Une enquête préliminaire a été ouverte, le 16 septembre 2005, par le procureur de la république de Valence sur les conditions de la liquidation judiciaire de Stéphane Kélian Production à la suite de la dénonciation, par les maires de Romans et Bourg-de-Péage (Drôme) de « manœuvres frauduleuses » concernant le montage juridique.

## Rachat en 2007
Le Groupe Royer rachète la marque Stephane Kélian et implante un bureau de création à Romans pour les marques de luxe. La production est sous-traitée en Italie et en Espagne[réf. nécessaire]. En décembre 2008, le tribunal de commerce valide le plan de reprise de Charles Jourdan proposé par Royer.